# Hylobates
Hylobates är ett släkte i familjen gibboner med 6 till 7 arter.

## Kännetecken
Arterna i släktet har en smal kropp, långa armar och ingen svans. Med en vikt mellan 4,5 och 7 kilogram är de de lättaste medlemmarna i familjen. Pälsens färg varierar mellan gulgrå, brun och svart. Färgen är mer variabel än hos andra gibboner och det förekommer även färgskillnader mellan olika individer av samma art. Till exempel är färgen hos långhårig gibbon (H. pileatus) beroende på kön. Allmänt är arternas könsdimorfism inte lika tydlig som hos andra primater. Hannar och honor har ungefär samma storlek.

## Utbredning och habitat
Utbredningsområdet för släktet Hylobates sträcker sig från det sydöstasiatiska fastlandet (Thailand, södra Yunnan, östra Myanmar, västra Kambodja och Malackahalvön) till öarna Sumatra, Borneo och Java. Området begränsas av floderna Salween i väst samt Mekong i öst. Habitatet utgörs av tropiska regnskogar.

## Levnadssätt
Som alla gibboner lever dessa primater i träd och är aktiva på dagen. De rör sig med hjälp av sina långa armar framåt. De lever i fasta familjegrupper som består av ett par med upp till tre ungar. Varje grupp har ett territorium som är 20 till 40 hektar stort. För att markera gränsen sjunger hannen varje morgon vid soluppgången. Hos några arter sjunger hanne och hona några timmar senare tillsammans.
Dessa gibboner äter främst frukter men har även andra ämnen som blad och smådjur som föda.
Efter dräktigheten som varar i cirka sju månader föder honan en unge. Hos några arter, exempelvis hos långhårig gibbon har ungen en annan pälsfärg än vuxna individer. Efter ungefär två år sluter honan att ge di. Ungarna blir könsmogna efter 6 till 8 år.

## Status och hot
Släktets arter hotas som alla gibboner genom förstöringen av levnadsområdet. Nästan alla arter listas av IUCN som starkt hotad (endangered).

## Systematik
Ursprungligen räknades alla gibboner till släktet Hylobates men numera skiljas mellan 4 levande och ett utdött släkte. De skiljer sig bland annat efter kromosomernas antal, skallens uppbyggnad och storleken.

### Arter
- Kloss' gibbon (Hylobates klossii)
- Långhårig gibbon (H. pileatus)
- Müllers gibbon (H. muelleri)
- Silvergibbon (H. moloch)
- Svarthandad gibbon eller unkagibbon (H. agilis)
  - H. a. albibarbis, kategoriseras ibland som egen art
- Lar eller vithandad gibbon (H. lar)